# Göran Petersson (hälsovetare)
Göran Petersson, född 1953, är en svensk läkare och professor i hälsoinformatik vid Linnéuniversitetet.

## Biografi
Petersson disputerade 1989 för medicine doktorsexamen på en avhandling om signalsubstanser och nässekret.
Han har under många år forskat om och arbetat med frågor som IT-stöd, medicinsk informatik och multimedia i vården, och haft uppdrag inom Socialstyrelsens arbetsgrupp för forskning, ledning och styrning inom projektet Nationell Informationsstruktur (NI).
Peterssons vetenskapliga publicering är inom områden som hälsoinformatik, eHälsa och informationsteknik, och har (2024) ett h-index enligt Google Scholar på 36.

### Uppdrag (urval)
- Ledamot i Läkemedelsverkets vetenskapliga råd för humanläkemedel[4]
- Ledamot i Region Kalmar läns forskningskommitté[5]
- Expert i Sveriges Kommuners och Regioners Nationella kompetensgrupp för internetbaserat stöd och behandling[6]